# George Peabody

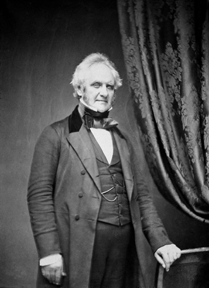
George Peabody

George Peabody (ur. 18 lutego 1795 w Danvers, zm. 4 listopada 1869 w Londynie) – amerykański filantrop i przedsiębiorca, założyciel Peabody Institute. 

## Życie
Urodził się w purytańskiej rodzinie w południowej dzielnicy Danvers (South Parish), która obecnie stanowi miasto Peabody). W jego rodzinnym domu na 205 ulicy w Peabody Waszyngton znajduje się obecnie George Peabody House Museum, poświęcone jego życiu i osiągnięciom. Jednym z jego współpracowników i przyjacielem był bankier i mecenas sztuki William Wilson Corcoran.
W 1816 Peabody przeniósł się do Baltimore, gdzie mieszkał przez kolejne 20 lat. W 1837 przeprowadził się do Londynu, gdzie spędził resztę życia. Nigdy nie był żonaty. Zmarł w Londynie i na wniosek dziekana z Westminsteru oraz za zgodą królowej został tymczasowo pochowany w Opactwie Westminsterskim. Zgodnie z ostatnią wolą zmarłego jego prochy zostały przewiezione na pancerniku HMS Monarch i powróciły do rodzinnego miasta Danvers. Pochowany został na cmentarzu Harmony Grove w Salem (w stanie Massachusetts). 
Miasteczko South Danvers (niebędące już częścią Danvers) zostało przemianowane na Peabody. 
Amerykański filantrop był członkiem Hall of Fame for Great Americans znajdującej się na Bronx Community College, na terenie Uniwersytetu Nowojorskiego. Na jego cześć w 1869 odsłonięto pomnik w Royal Exchange w Londynie, a podobny stanął obok Peabody Instytut, w Mount Vernon Park w dzielnicy Baltimore.

## Działalność biznesowa
W czasie wojny brytyjsko-amerykańskiej Peabody poznał Elishę Riggsa, z którym założył firmę Peabody, Riggs and Company, zajmującą się handlem hurtowym. W 1851 spółka, w celu zaspokojenia rosnącego popytu na papiery wartościowe emitowane przez amerykańskie koleje, związała się z bankierem Juniusem Spencerem Morganem (ojcem Johna Pierponta Morgana) i przekształciła w Peabody, Morgan and Co. Współpraca trwała do przejścia Peabody’ego na emeryturę, w 1864. 
Były brytyjski bank kupiecki Morgan Grenfell (obecnie część Deutsche Bank), międzynarodowy holding JPMorgan Chase i bank inwestycyjny Morgan Stanley mają swoje korzenie w banku Peabody’ego. 

## Działalność filantropijna

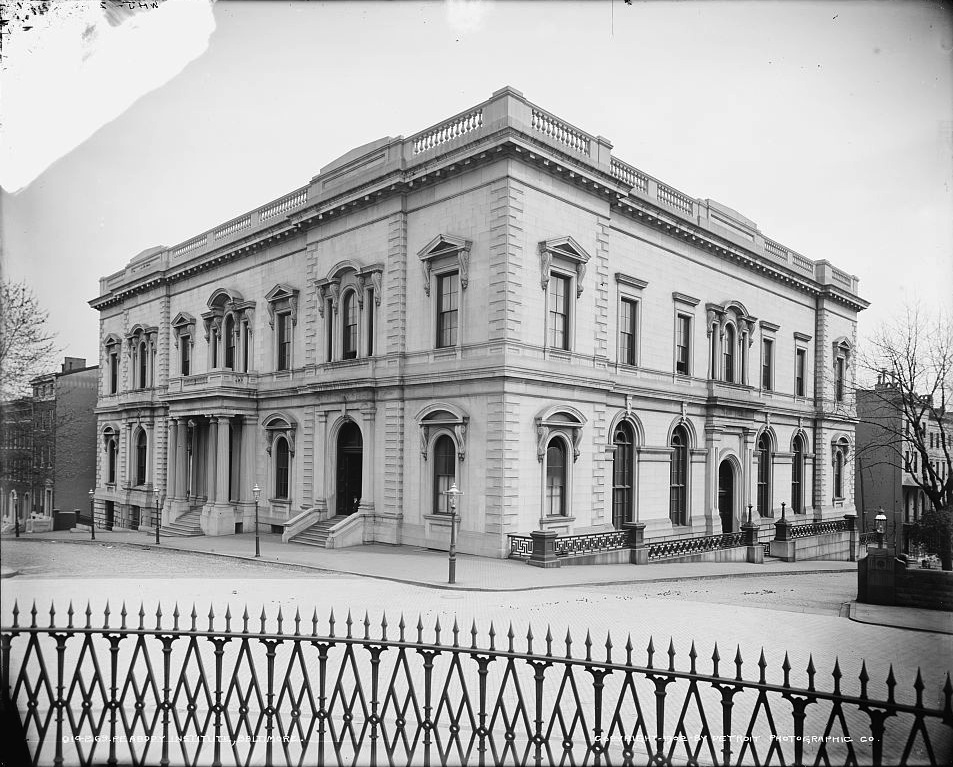
Instytut Peabody’ego w Baltimore w 1902

Peabody uznawany jest za ojca nowoczesnej filantropii, praktykowanej później przez Andrew Carnegie, Johna Rockefellera, Billa Gatesa oraz Johnsa Hopkinsa.
W 1862 w Londynie Peabody założył fundusz Peabody Donation Fund, działający do dziś jako Peabody Trust. Jego celem jest zapewnienie dobrej jakości mieszkań dla ubogich w Londynie. Pierwsze mieszkania finansowane przez fundusz zostały otwarte na Commercial Street, w dzielnicy Whitechapel w lutym 1864. Zostały one zaprojektowane przez architekta H.A. Darbishire'a w atrakcyjnym gotyckim, ozdobnym stylu. 
W Ameryce Peabody założył liczne instytucje działające w Nowej Anglii. Pod koniec wojny secesyjnej założył fundację edukacyjną mającą na celu opiekę nad dziećmi z południowych stanów i ich kształcenie, przy nacisku na rozwój intelektualny i moralny. Głównym obszarem jego dobroczynności było miasto Baltimore. 
Na działalność dobroczynną przeznaczył osiem milionów dolarów, których beneficjentami były między innymi: 
- 1852 Peabody Institute (obecnie Peabody Institute Library) w Peabody – 217 000 dolarów
- 1856 Peabody Institute (obecnie Peabody Institute Library of Danvers) w Danvers – 100 000 dolarów
- 1857 Peabody Institute w Baltimore – 1 400 000 dolarów
- 1862  Peabody Donation Fund w Londynie – 2 500 000 dolarów
- 1866 Peabody Museum of Archaeology and Ethnology na Uniwersytecie Harvarda – 150 000 dolarów
- 1866 Peabody Museum of Natural History na Uniwersytecie Yale – 150 000 dolarów
- 1867 Peabody Academy of Science (obecnie Peabody Essex Museum) w Salem – 140 000 dolarów
- 1867 Peabody Education Fund – 2 000 000 dolarów.